# PGC 37703
PGC 37703 est une galaxie spirale située dans la constellation de la Chevelure de Bérénice. En compagnie de PGC 37702, elle forme la paire de galaxies NGC 4015. Cette paire de galaxies a été découverte par l'astronome irlando-danois John Dreyer en 1878. NGC 4015 a été découverte par l'astronome irlando-danois John Dreyer en 1878.
Wolfgang Steinicke classifie les deux galaxies comme des spirales. Ce n'est certes pas le cas pour PGC 37702 car selon l'image de l'étude SDSS, ce serait plutôt une galaxie lenticulaire ou encore elliptique. Quant à PGC 37703 que l'on voit par la tranche, son disque est traversé par un ruban de poussière. Il est probable que ce soit une galaxie spirale.

## Description
La vitesse de PGC 37703 (NGC 4015 NED02), par rapport au fond diffus cosmologique est de 4 655 ± 23 km/s, ce qui correspond à une distance de Hubble de 68,7 ± 4,8 Mpc (∼224 millions d'al).
Les distances de Hubble de ces deux galaxies sont au dixième près les mêmes. Il est étonnant qu'elles ne présentent pas de signe de déformation sur l'image obtenue des données de l'étude SDSS.
À ce jour, deux mesures non basées sur le décalage vers le rouge (redshift) donnent une distance de 68,550 ± 0,071 Mpc (∼224 millions d'al), ce qui est à l'intérieur des valeurs de la distance de Hubble.

## Groupe de NGC 4007
Selon un article publié par Abraham Mahtessian en 1998, NGC 4015 fait partie d'un petit groupe de galaxies de cinq membres, le groupe de NGC 4007, la galaxie la plus brillante du groupe (désignée comme NGC 4005 dans l'article). Les autres galaxies du groupe sont NGC 3987, NGC 3997, NGC 4005 et NGC 4002.
Quatre galaxies de ce groupe sont aussi mentionnées dans un article publié en 1993 par A.M. Garcia, soit NGC 3987, NGC 4005 et NGC 4022 dans le groupe de NGC 3987 ainsi que NGC 3997 dans le groupe qui porte son nom.
On retrouve douze galaxies dans ces trois groupes. Elles sont toutes situées à des distances comprises entre 68 Mpc et 78 Mpc et leur appartenance à l'un ou l'autre des groupes peut varier selon critères de regroupement utilisés par les auteurs.